# Lagynos

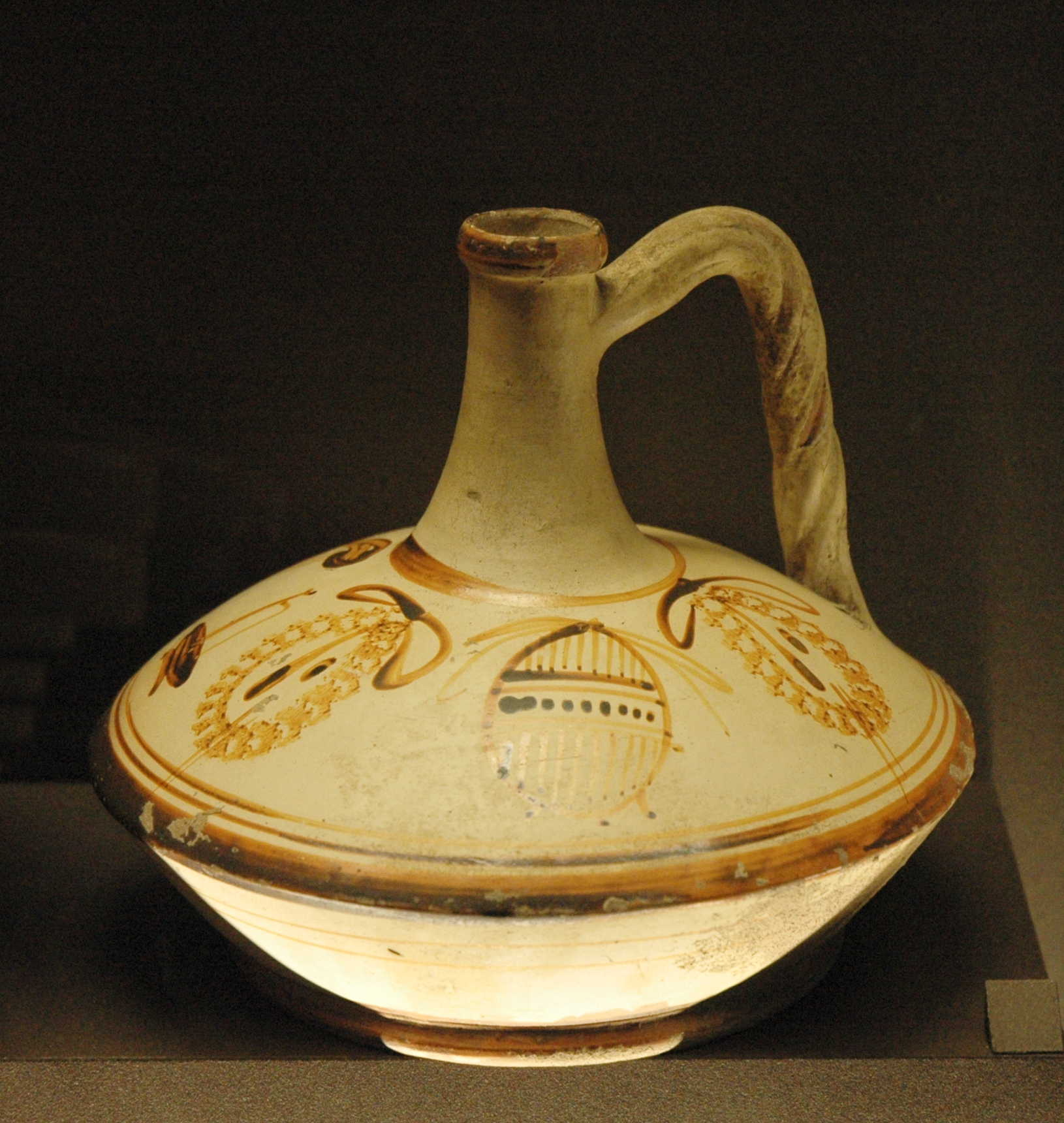
Lagynos décoré d'instruments de musique.

Un lagynos (λάγυνος), au pluriel des lagynoi (λάγυνοι), sont des récipients ventrus, dotés d'une anse et d'un long col se rétrécissant légèrement en allant vers l'extrémité du goulot ; grâce à leur base plate, il est possible de les poser. 

## Typologie
Selon Andrea Berlin, les premiers lagynoi auraient été des récipients de métal. 
Il existait des lagynoi de céramique de deux types : 
- des lagynoi fins et élégants, recouverts d'un engobe blanc et décorés de motifs peints, destinés à être posés sur une table ;
- et des lagynoi plus grossiers, servant au transport commercial du vin[2]. Il a été montré que les lagynoi commerciaux grossiers ont précédé la version raffinée de ce récipient d'au moins un demi-siècle[2].

## Découvertes archéologiques
Outre leur utilisation dans le cadre des lagynophoria, on a retrouvé des traces de lagynoi commerciaux en relation avec Chios et Rhodes. Ces lagynoi portent parfois des timbres amphoriques. 
Le premier site archéologique daté de façon fiable où l'on ait retrouvé des lagynoi est celui de Koroni, où se trouvent les restes d'un ancien camp d'époque ptolémaïque.